# Floating Gate MOSFET
In elettronica, il Floating Gate MOSFET, spesso abbreviato con l'acronimo FGMOS, è un transistor ad effetto di campo la cui struttura è simile a quella di un MOSFET. Si tratta di un convenzionale transistore MOS con l'aggiunta di un ulteriore terminale di gate, detto Floating Gate, situato tra il substrato ed il Control Gate e separato da essi dal biossido di silicio SiO2. Questa struttura è un condensatore, ed è capace di contenere carica elettrica per periodi molto lunghi, il che ne ha permesso l'utilizzo come cella memoria in numerose applicazioni elettroniche. Alcune tra le numerose applicazioni del FGMOS sono le memorie EPROM, EEPROM e flash.
Nei FGMOS a canale n l'iniezione di carica può avvenire in due modi, per hot carriers injection, come nel caso delle memoria Flash, o per effetto tunnel, come per le EEPROM; mentre nei dispositivi a canale p si usa il fenomeno di breakdown a valanga, utilizzato nella programmazione delle EPROM.

## Storia

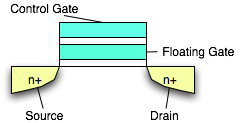
Sezione di un transistor MOSFET

Il primo progetto di un Floating Gate MOSFET fu presentato da Kahng e Sze, nel 1967. La prima applicazione di un FGMOS fu l'utilizzo come memoria in dispositivi EPROM, seguiti dalle EEPROM e molti anni dopo dalle flash.
Nel 1989 la Intel sviluppò il primo FGMOS come elemento di memoria analogica non volatile nel chip ETANN, dimostrandone il potenziale anche al di fuori dell'ambito delle memorie digitali.
I risultati di tre ricerche in particolare fondarono le basi per il successivo sviluppo del FGMOS:
1. L'utilizzo dell'iniezione per effetto tunnel nella tecnologia CMOS di Thomsen e Brooke[3] permise a molti ricercatori di studiare circuiti che utilizzano FGMOS senza ricorrere a processi di fabbricazione complessi.
2. Il circuito νMOS, o neuron-MOS, sviluppato da Shibata and Ohmi[4] mostrò l'efficienza dell'uso dei raggi UV sui FGMOS.
3. La retina adattiva di Carver Mead[5] fornì un primo esempio dell'uso di programmazione/cancellazione ripetuta tramite raggi UV nella tecnologia dei circuiti adattivi.

## Struttura
Un FGMOS consiste in uno standard MOS al quale è stato aggiunto il Floating Gate, isolato elettricamente da due strati di SiO2, tra il substrato ed il Control Gate. Lo strato isolante di SiO2 che separa il FG dal substrato deve essere sufficientemente sottile da permettere l'iniezione di cariche, mentre lo strato che lo separa dal Control Gate deve essere spesso a sufficienza da non consentire la fuoriuscita di carica dal dispositivo.
Vi sono numerose varianti di questo schema, tra le quali alcune presentano l'aggiunta di più terminali di gate per transistor al fine di poter memorizzare più di un bit di informazione. Il processo di iniezione delle cariche, in particolare, modifica la struttura del dispositivo.